# Голубев, Александр Алексеевич (актёр)
Александр Алексеевич Голубев (7 февраля 1967, Москва, СССР — 9 сентября 2024, Москва, Россия) — российский артист оперетты, актёр. Заслуженный артист Российской Федерации (2008).

## Биография
Родился 7 февраля 1967 года в Москве.
В 1994 году окончил факультет музыкального театра в ГИТИСе.
В 1995 году был принят в труппу Московского театра оперетты. Первой была роль повара в оперетте «Женихи».
Наибольшую известность получил за роль священника Клода Фролло в мюзикле «Нотр-Дам де Пари». Снялся в клипе на русскоязычную версию песни «Belle», которую по сюжету в мюзикле исполняют Квазимодо (Вячеслав Петкун), Фролло и Феб де Шатопер (Антон Макарский). В 2002 году стал лауреатом премии Золотой граммофон вместе с Вячеславом Петкуном и Антоном Макарским за песню «Belle».
В театре Александр Голубев проработал почти три десятилетия. Сыграл десятки ролей в мюзиклах и опереттах. Одни из ярких ролей были в мюзиклах-проектах Монте-Кристо (Бертуччо) и Граф Орлов (Князь Радзивилл), роль Вышневского в мюзикле «Доходное месте», роль главы мафии Дона Брандоле в оперетте «Весёлая вдова» и многие другие.
Кроме работы в театре снимался в кино, где играл небольшие роли. Дебют в кино состоялся в 1986 году в эпизодической роли в фильме «Аэропорт со служебного входа». В последующие года появился в таких картинах, как «Интерны», «День выборов», «Счастливы вместе», «Горько!» и другие.
В 2008 году удостоен звания заслуженного артиста Российской Федерации.
Ушёл из жизни 9 сентября 2024 года, похоронен на Хованском кладбище в Москве.

## Творчество

### Роли в театре
Московский театр оперетты
- 1995 — «Женихи» И. Дунаевского — Повар, с 1998 — Гробовщик
- 1995 — «Девичий переполох» Ю.Милютина — Пристав, Бессомыка, Агафон
- 1995 — «Сибирские янки» Ю. Взорова — Боровиков
- 1996 — «Женщина и мужчины», музыка отечественных и зарубежных композиторов в аранжировке Э.Абусалимова — Мужчина
- 1997 — «Сокровища капитана Флинта» Б. Савельева — Билли Бонс
- 1998 — «Холопка» Н. Стрельникова — Елпидифор
- 1999 — «Джейн» А. Кремера — Джон
- 1999 — «Метро» Я. Стоклосы — Александр
- 2001 — «Греховодник» А. Чайковского — Курослепов
- 2002 — «Нотр-Дам де Пари» Р. Коччанте — Фролло
- 2005 — «Маугли» В. Сташинского — Балу
- 2006 — «Парижская жизнь» Ж. Оффенбаха — Мясник
- 2007 — «Рикошет» А.Маркелова — Феликс
- 2008 — «Монте-Кристо» Р. Игнатьева — Бертуччо
- «Моя прекрасная леди» Ф. Лоу — Альфред Дулиттл
- 2012 — «Фанфан Тюльпан»[5] Андрея Семенова — Пьер, атаман разбойников
- 2012 — «Граф Орлов» Р. Игнатьева — Князь Радзивилл
- 2013 — «Grand канкан», музыкальное представление, реж. Инара Гулиева
- 2015 — «Фиалка Монмартра» Ф. Лоу — Чарли
- 2018 — «Цыганский барон» Иоганна Штрауса (сына) — Свинозаводчик Калман Зупан
- 2019 — «Доходное место» Г. Гладкова — Аристарх Владимирыч Вышневский
- 2019 — «Ромео VS Джульетта XX лет спустя»[6] А. Укупника — Лоренцо
- 2021 — «Куртизанка» А. Журбина — Пьетро Веньер
- 2022 — «Князь Серебряный» А. Укупника — Малюта
- 2023 — «Весёлая вдова»[7] Ф. Легара — Дон Брандоле

### Роли в кино
- 1986 — «Аэропорт со служебного входа» — эпизод
- 1991 — «Небеса обетованные» — Дима, лейтенант милиции
- 1994 — «Железный занавес»
- 2006 — «Золотая тёща» — Степа
- 2007—2009 — «Счастливы вместе» — Витёк, друг Гены (2—4 сезон)
- 2007 — «День выборов» — Заместитель губернатора Самарской области
- 2010 — «Интерны» — Тараскин (25-я серия)
- 2010 — 2011 – «Наша Russia» — Игорь Анатольевич, платный пациент подмосковной больницы
- 2013 — «Умник» — представитель издательства
- 2013 — «Горько!» — Мордоворот 3
- 2018 — «Домашний арест»

## Награды и премии
- Золотой граммофон (2002)
- Заслуженный артист Российской Федерации (2008)